# Bonthe (Distrikt)
Bonthe ist ein Distrikt Sierra Leones mit etwa 285.000 Einwohnern (Stand 2021). Seine Hauptstadt ist Bonthe. Der Distrikt ist in elf Chiefdoms (Häuptlingstümer) und die Hauptstadt eingeteilt.
Bonthe liegt in der Provinz Southern im Südwesten des Landes, an der Atlantikküste. Der Distrikt umfasst eine Fläche von 3.468 km², wozu auch die Sherbro-Insel und weitere Inseln wie die Turtle Islands, Masa, Edmonstone und Rendell gehören. Auf dem Gebiet von Bonthe liegen ferner zahlreiche kleine Seen.
Die Bewohner des Bonthe-Distrikts gehören den Ethnien der Mende, Bullom-Sherbro, Temne und Loko an und sind mehrheitlich Muslime. Die Wirtschaft besteht in Fischerei, Reisanbau und Palmölplantagen.
Der Distrikt verfügte 2006 über 38 Gesundheitseinrichtungen, darunter ein staatliches Krankenhaus, ein Missionskrankenhaus, zwei Missions- und zwei NGO-Kliniken und eine Industrieklinik. 2005 waren 0,7 % der Bewohner HIV-positiv. 2004/2005 gab es 85 Primar- und vier Sekundarschulen auf dem Festland, 67 Primar- und drei Sekundarschulen auf den Inseln. Die Alphabetisierungsrate lag 2004 für die Stadt Bonthe bei 56 % (65 % der Männer und 49 % der Frauen) und für den übrigen Distrikt bei 24 % (Männer 34 %, Frauen 16 %). 62,7 % der Kinder in der Stadt und 40,8 % im übrigen Distrikt besuchten eine Schule.
Seit Mitte 2020 ist der Bau eines neuen Tiefwasserhafens geplant. Die Baukosten werden mit 1,4 Milliarden US-Dollar angegeben.